# 邏輯真理
邏輯真理是逻辑学的一个基础概念，它指的是无须借助于感性经验，仅依靠一定的逻辑推理即可判定其必然为真的真理。逻辑真理虽不直接与经验相联系，但这并不意味着它与经验徹底无关。 所有的哲学逻辑 以及逻辑推论都可以被看作是对逻辑真理的阐述。
逻辑真理通常被认为是必然的真理。这意味着它们在任何情境下都不可能不是真的。认为逻辑陈述是必然真实的观点有时被看作等同于说逻辑真理在所有可能的世界中都是真实的。 理性主义哲学家曾提出，逻辑真理的存在无法用经验主义来解释，因为他们认为在经验主义的基础上无法解释我们对逻辑真理的知识。经验主义者通常对这一反对意见作出回应，他们认为逻辑真理（通常被视为纯粹的同义反复）是分析的，因此并不打算描述世界。